# Глухова, Ирина Максимовна
Ирина Максимовна Глухова (род. 11 июля 1953, Москва, СССР) — российская художница. Заслуженный художник РФ (2003), академик Российской Академии Художеств (2013).
В детстве посещала художественную школу-студию при Доме архитекторов на улице Щусева.
В 1976 году окончила художественно-графический факультет Московского государственного педагогического института им. В. И. Ленина. Преподаватели: "Валентина Токарева, Константин Карамян, Нина Буторова, Вера Дрезнина, Степан Дудник, Александр Комиссаров, Виктор Глухов.. В 1978 году художница вступает в Московский Союз художников, активно участвует в выставках. С 1983 по 1988 годы преподает живопись во Дворце пионеров на Ленинских горах.

## Творчество
Большое влияние на творчество Ирины Глуховой оказали французские импрессионисты. «Ирина, как и многие ее современники, не могла пройти мимо наследия французских импрессионистов, всеми почитаемого Сезанна и художников „парижской школы“, доступных и в экспозиции ГМИИ им. А. С. Пушкина и в Эрмитаже. Серьезным импульсом в пересмотре собственных позиций сыграли и долгожданные выставки великих основоположников русского авангарда Василия Кандинского и Казимира Малевича…» пишет искусствовед Михаил Красилин.
Искусствовед Виталий Пацюков пишет об Ирине Глуховой: «Феноменальность образа как конструкции, как структуры, явленного в художественной позиции Ирины Глуховой, поднимает вновь и вновь бесконечные вопросы о формах визуализации материи, о превращении ее в одухотворенные миры, где царствуют ритмическая напряженность и созерцательный покой, акустическая драматургия, симфонизм и праздничная, карнавальная энергия».
«Ирина Глухова — заслуженный художник РФ, академик РАХ. Живописец яркого дарования, сложившийся мастер со своим видением мира, глубоко индивидуальной живописной пластикой, особой музыкальной колористикой и эмоциональной возвышенностью. Важное место в её творчестве занимают акварели». Сайт «Культура. РФ» — выставка «Вместе»

## Выставки
- "Выставка в залах МСХ на Кузнецком мосту, д. 20 совместно Глуховым В. А. (2006),
- «75 лет МСХ» (ЦВЗ «Манеж», 2007),
- «Метафизика. Дверь, окно, зеркало» (Московский Дом художника, Кузнецкий мост, д.11, 2010, 2011, 2014),
- «Дары московских художников Ульяновскому областному художественному музею» (Галерея живописного искусства, 1-я Тверская-Ямская, 20, 2014,
- Персональная выставка в Российской академии художеств (2013)
- «Мир живописи» (Дворец культуры Зеленограда, 2014)
- Персональная выставка «40+» (выставочный зал МСХ, Старосадский пер., 5., (2015)
- «Наследники шестидесятых Архивная копия от 18 декабря 2018 на Wayback Machine» Выставочный зал «Кузнецкий мост» (2016)
- Ирина Глухова. Выставка «Метаморфозы Архивная копия от 1 декабря 2018 на Wayback Machine». Москва
- «Корифеи и мастера московской школы живописи ХХ-XXI вв.» (Москва, 2017)
- Выставка «Вместе» (Российская Академия Художеств, 2017)

## Награды
- Медаль «В память 850-летия Москвы» (1997)
- Серебряная медаль ТСХР (2003)
- Медаль и диплом «Московского Союза художников» (2009)
- Серебряная медаль и диплом СХР «Духовность, традиции, мастерство» (2012)
- Благодарность Союза Художников России «за большой вклад в развитие изобразительного искусства РФ» (2017)
- Серебряная медаль и диплом Российской академии художеств (2006 г.)
- Золотая медаль и диплом Российской академии художеств (2013 г.)
- Медаль «За заслуги перед Академией» (2017)

## Музеи и картинные галереи
Произведения находятся в Государственной Третьяковской галерее, Российской академии художеств, Московском музее современного искусства, ГМВЦ «Росизо», Переславль-Залесском государственном историко-архитектурном и художественном музее, Боровской картинной галерее, Серпуховском художественном музее, Ярославском художественном музее, Ульяновском художественном музее, Томском областном художественном музее и других музеях и частных коллекциях в стране и за рубежом.